# Pseudicius flavipes
Pseudicius flavipes är en spindelart som först beskrevs av Lodovico di Caporiacco 1935.  Pseudicius flavipes ingår i släktet Pseudicius och familjen hoppspindlar. Inga underarter finns listade i Catalogue of Life.